# Saint-Martin-d'Oney
 Saint-Martin-d'Oney  (en occitano Sent Martin d'Onei) es una población y comuna francesa, situada en la región de Aquitania, departamento de Landas, en el distrito de Mont-de-Marsan y cantón de Mont-de-Marsan-Nord.

## Demografía
| 838 | 845 | 828 | 844 | 868 | 921 |
| Para los censos de 1962 a 1999 la población legal corresponde a la población sin duplicidades (Fuente: INSEE [Consultar]) |     |     |     |     |     |